# ビタリー・ジョロボフ
ビタリー・ミハイロビッチ・ジョロボフ（ロシア語: Виталий Михайлович Жолобов、1937年6月18日 -）はソビエト連邦の宇宙飛行士。フライトエンジニアとしてソユーズ21号に搭乗した。

## 経歴
元々ソ連空軍のエンジニアで階級は大佐。1963年1月8日に宇宙飛行士に選抜される。
1976年7月6日にソユーズ21号によって打ち上げられ、宇宙ステーションサリュート5号に滞在する。しかし極度の宇宙酔いになり、おそらくは他の理由もあってミッションは短縮され、49日後の8月24日に地球に帰還している。
宇宙飛行を再び行うことはなかったものの、ジョロボフは1981年までソ連の宇宙計画に身をおき、その後地質学研究グループのディレクターとなる。